# Campeonato Carioca Divisão de Aceso 1978
In 1978 werd het eerste seizoen van de Divisão de Aceso gespeeld, het tweede hoogste niveau voor voetbalclubs uit de Braziliaanse staat Rio de Janeiro. De competitie werd georganiseerd door de FERJ en werd gespeeld van 1 oktober tot 17 december. Friburgo werd kampioen.
In 1975 werden de staten Rio de Janeiro en Guanabara samengevoegd. De competities Campeonato Fluminense met de zwakkere teams en het sterke Campeonato Carioca, met de sterke teams uit Rio bleven nog langs elkaar bestaan. De Divisão de Aceso werd hierop ingevoerd als nieuwe tweede klasse, waaraan enkel teams uit het Campeonato Fluminense deelnamen. Voorheen bestond in het Campeonato Carioca ook een tweede divisie, die echter in 1936 afgevoerd werd en in 1965 eenmalig terugkwam.
Friburgo en Costeira zouden normaal promoveren maar hun stadions voldeden niet aan de eisen van de FERJ.

## Eerste fase

### Groep A
| Plaats | Club           | Wed. | W | G | V | Saldo | Ptn. |
| ------ | -------------- | ---- | - | - | - | ----- | ---- |
| 1.     | Friburgo       | 6    | 4 | 2 | 0 | 15:6  | 10   |
| 2.     | Costeira       | 6    | 3 | 2 | 1 | 13:7  | 8    |
| 3.     | Itaboraí       | 5    | 1 | 2 | 2 | 4:6   | 4    |
| 4.     | Rio das Ostras | 5    | 0 | 0 | 5 | 6:19  | 0    |

|  | Geplaatst voor halve finale |

### Groep B
| Plaats | Club     | Wed. | W | G | V | Saldo | Ptn. |
| ------ | -------- | ---- | - | - | - | ----- | ---- |
| 1.     | Mesquita | 4    | 4 | 0 | 0 | 6:1   | 8    |
| 2.     | Novo Rio | 4    | 0 | 2 | 2 | 2:5   | 2    |
| 2.     | Nacional | 4    | 0 | 2 | 2 | 1:3   | 2    |

|  | Geplaatst voor halve finale |

## Tweede fase
|  | halve finale | halve finale | halve finale | halve finale |  |          | finale | finale | finale | finale |
|  |              |              |              |              |  |          |        |        |        |        |
|  |              |              |              |              |  |          |        |        |        |        |
|  | Novo Rio     | 1            | 3            | 4            |  |          |        |        |        |        |
|  | Friburgo     | 1            | 0            | 1            |  |          |        |        |        |        |
|  |              |              |              |              |  | Friburgo | 1      |        | 1      |        |
|  |              |              |              |              |  | Costeira | 0      |        | 0      |        |
|  | Costeira     | 2            | 0            | 2            |  |          |        |        |        |        |
|  | Mesquita     | 1            | 0            | 1            |  |          |        |        |        |        |

### Kampioen
| Campeonato Carioca Divisão de Aceso de 1978 |
| Rio de Janeiro                              |
| ------------------------------------------- |
| FRIBURGO Kampioen (1° titel)                |